# Komet Spitaler
Komet Spitaler  (uradna oznaka je 113P/Spitaler) je periodični komet z obhodno dobo okoli 7,1 let. Komet pripada Jupitrovi družini kometov.

## Odkritje[4]
Komet je odkril Rudolf Ferdinand Spitaler 17. novembra 1890 na Dunaju v Avstriji. Komet je odkril med iskanjem kometa C/1890 V1 (Zona).

## Lastnosti
Jedro kometa ima premer okoli 2,2 km.